# Прапор Жорнівки (Фастівський район)
Прапор Жорнівки — один з офіційних символів села Жорнівка, Києво-Святошинського району Київської області.
Затверджений 4 квітня 2007 року рішенням № 3 5-ї сесії Княжицької сільської ради 5-го скликання.
Автори проекту герба — Андрій Гречило та Сергій Лисенко.

## Історія
Для поселення було розроблено новий сучасний символ.

## Опис
Квадратне полотнище, поділене з нижнього кута від древка по діагоналі ялинопагоноподібним січенням, у верхньому від древка жовтому полі червоний лапчастий хрест, у нижньому з вільного краю зеленому полі — білий жорновий камінь.

## Зміст
Прапор побудований на основі символіки герба поселення. Жорновий камінь вказує на одну з версій про походження назви поселення від жорен. Хрест є символом духовності, а також відображає приналежність села в XVIII ст. до монастирських володінь. Зелений колір означає багаті ліси, а жовтий вказує на розвинуте сільське господарство.
Квадратна форма полотнища відповідає усталеним вимогам для муніципальних прапорів (прапорів міст, селищ і сіл).